# Seda Tutkhalian
Seda Tutkhalian est une gymnaste artistique russe née le 15 juillet 1999 à Gyumri, en Arménie. Elle a remporté, avec Angelina Melnikova, Aliya Mustafina, Maria Paseka et Daria Spiridonova, la médaille d'argent du concours par équipes aux Jeux olympiques d'été de 2016 à Rio de Janeiro.

## Palmarès

### Jeux olympiques
- Rio 2016
  -  médaille d'argent au concours général par équipes
  - 22e au concours général individuel

### Championnats d'Europe
- Berne 2016
  -  médaille d'or au concours général par équipes

### Jeux européens
- Bakou 2015
  -  médaille d'or au concours général par équipes
  -  médaille d'argent au saut de cheval
  - 5e à la poutre

### Jeux olympiques de la jeunesse
- Nankin 2014
  -  médaille d'or au concours général par équipes
  -  médaille d'or aux barres asymétriques
  -  médaille d'argent au sol
  - 5e au saut de cheval